# Playa de Villananitos
La playa de Villananitos es una playa de San Pedro del Pinatar, situada en Los Cuarteros, junto a Lo Pagán en un extremo del Mar Menor. Dispone de gran cantidad de servicios. Está situada junto al Club Náutico y cuenta con servicio de limpieza todo el año.

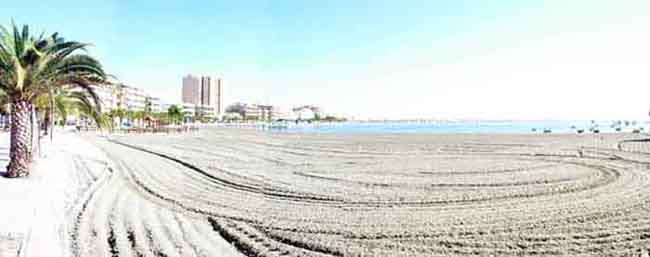
La playa tras su limpieza, un día de noviembre
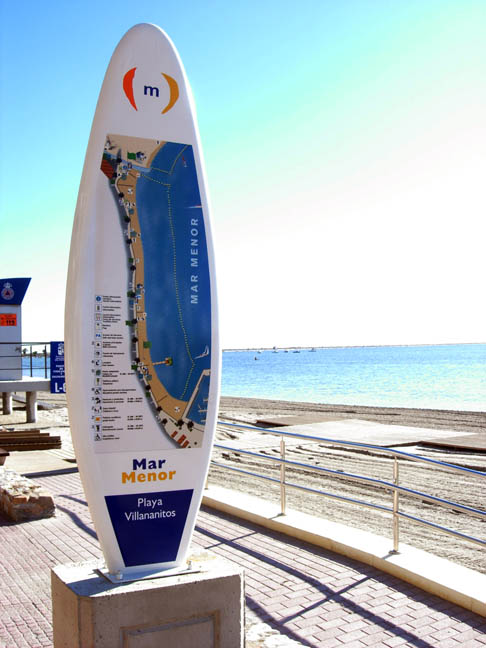
Una réplica de tabla señala las instalaciones de la playa.
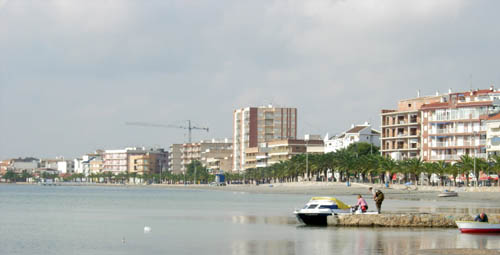
Vista desde un extremo de la playa.
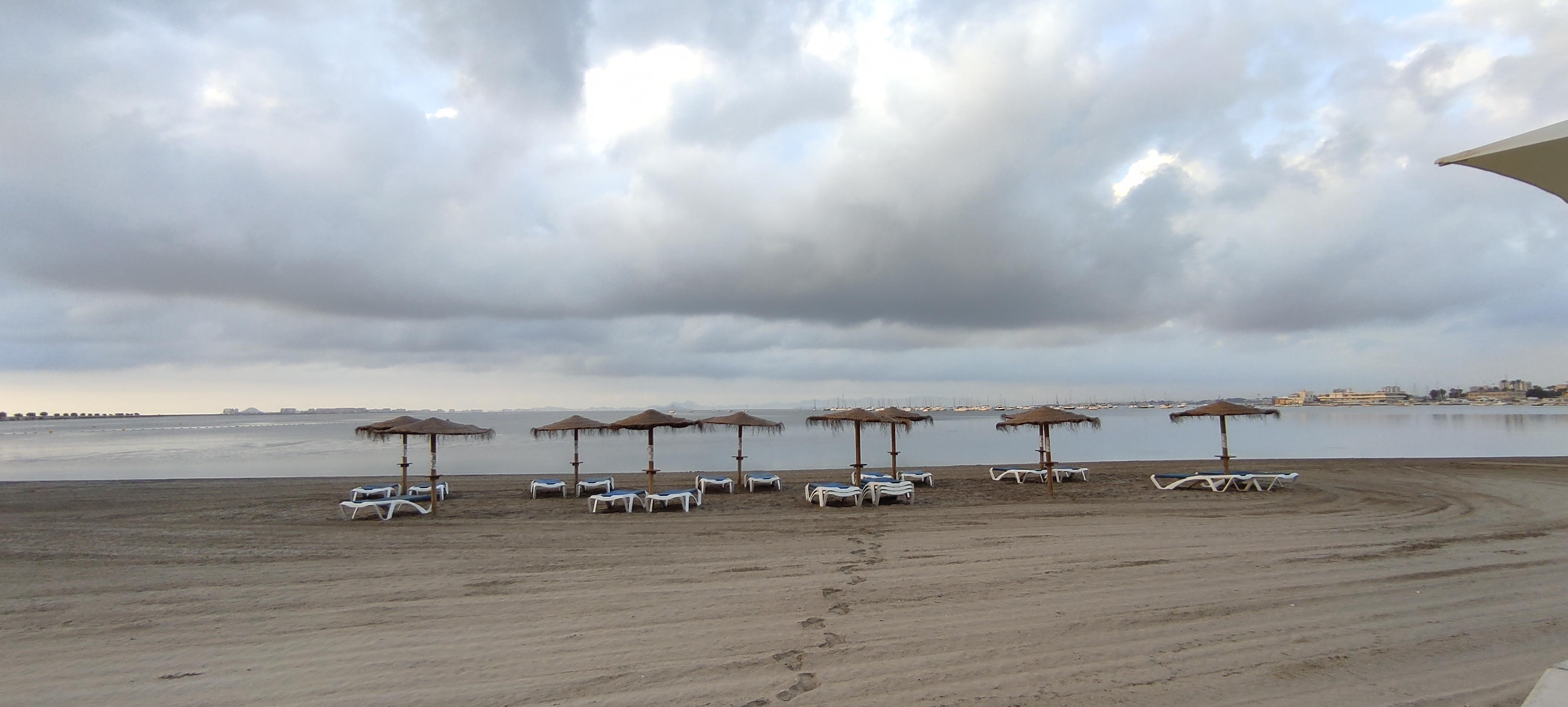
Hamacas en la playa.
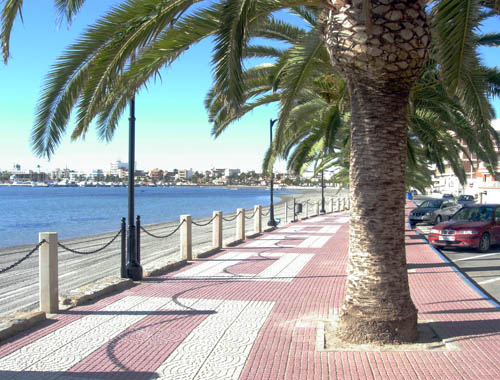
Un paseo marítimo bordea toda la playa.
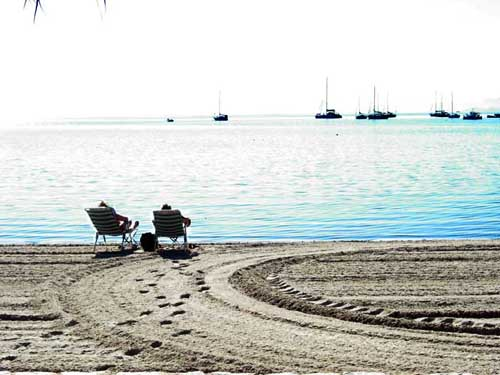
Vista desde mitad del Paseo Marítimo.
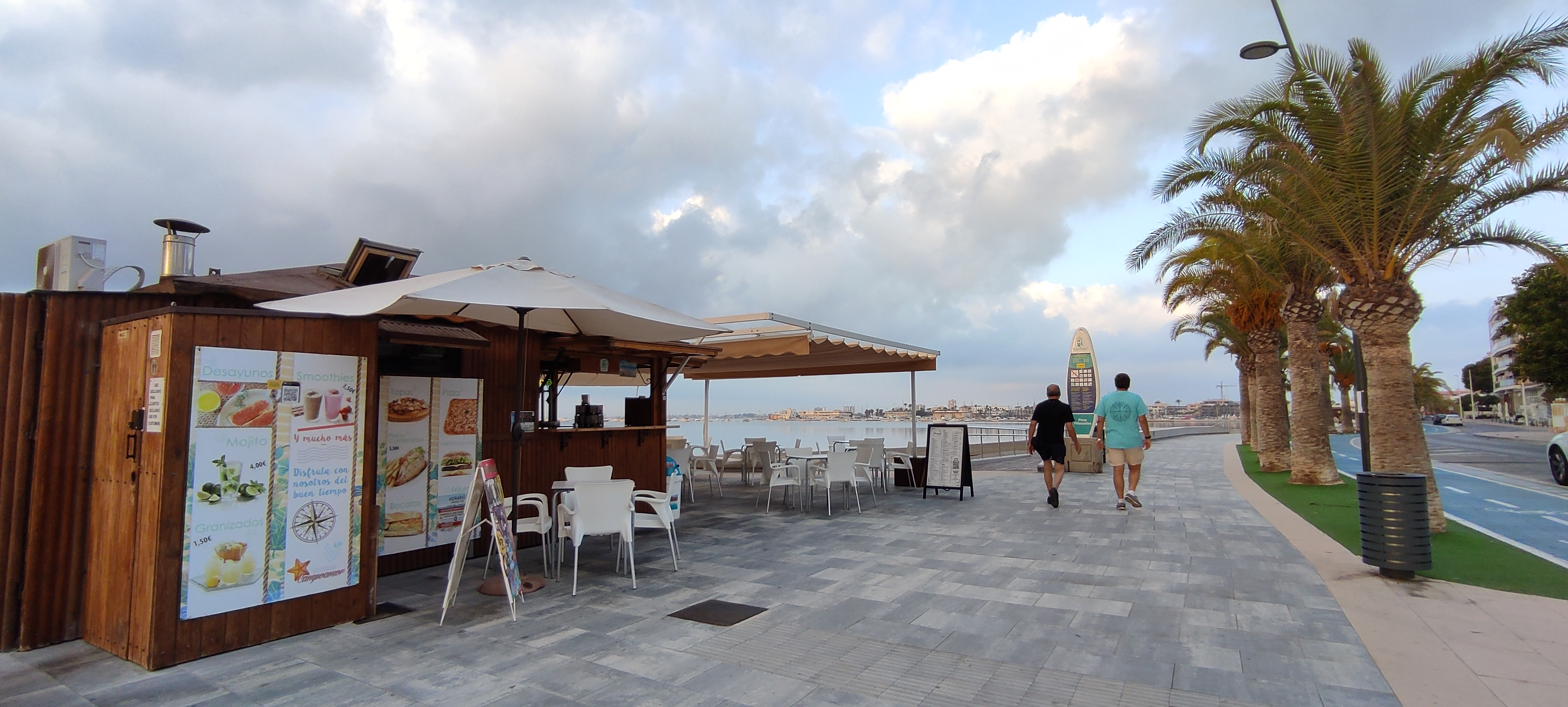
Chiringuito Campoamor, en paseo de Villananitos.